# Brodie Henderson
Pour les articles homonymes, voir Henderson.
Pas d'image ? Cliquez ici

a Compétitions nationales et continentales officielles uniquement.

b Matchs officiels uniquement.
Dernière mise à jour le 19 avril 2023.
Brodie Henderson, né le 12 décembre 1983, est un joueur canadien de rugby à XV et de rugby à sept. À XV, il joue au poste de trois-quarts aile pour l'équipe nationale du Canada. Il obtient trois sélections lors de la tournée d'automne 2005.

## Carrière

### Clubs successifs
Après avoir joué dans le championnat amateur régional de Bay of Plenty en Nouvelle-Zélande, il rejoint le club anglais des Pertemps Bees en National Division one en 2006.

### équipe nationale
Brodie Henderson a fait ses débuts le 29 mai 2005 contre le Japon.

## Palmarès

### Sélections nationales
- 3 sélections en équipe du Canada
- 10 points
- 2 essais
- Nombre de sélections par année : 3 en 2005